# Debye-Hückeltheorie
De debye-hückeltheorie is een theorie uit de elektrochemie en vormt een theoretische verklaring van het niet-ideaal gedrag van elektrolytoplossingen. Hoewel er wordt gebruikgemaakt van een relatief simpel model van de realiteit is de theorie in staat om in een verdunde oplossing de activiteitscoëfficiënten van de aanwezige ionen nauwkeurig te voorspellen. Het model is vernoemd naar zijn ontwikkelaars, Peter Debye en Erich Hückel.
Het voornaamste en meest bekende resultaat is de limietwet van Debye-Hückel:
{\displaystyle \log \gamma _{i}=\displaystyle -A\,z_{i}^{2}\,{\sqrt {I}}}
of, bij een meer exacte afleiding:
{\displaystyle \log \gamma _{i}=-{\frac {A\,z_{i}^{2}\,{\sqrt {I}}}{1+Ba{\sqrt {I}}}}}
Waarbij {\displaystyle \gamma _{i}} de activiteitscoëfficiënt van een ion in oplossing is, {\displaystyle z_{i}} de valentie van het ion, {\displaystyle I} de ionsterkte van de oplossing en {\displaystyle a} een parameter die de grootte van het ion beschrijft. {\displaystyle A} en {\displaystyle B} zijn parameters die afhangen van het solvent en de temperatuur.

## Overzicht
Chemische activiteit of (beter) de thermodynamische activiteit drukt de chemische beschikbaarheid uit, of de effectieve hoeveelheid beschikbare ionen voor reactie. Voor (sterk) verdunde oplossingen is die beschikbaarheid recht evenredig met de concentratie (of molfractie).
Bij meer geconcentreerde oplossingen van (vooral) ionen is dit niet meer het geval, onderlinge interacties tussen opgeloste stoffen onderling maken dat de effectieve beschikbare concentratie verschilt van de formele concentratie. Om het eenvoudige, praktische concept van concentratie ({\displaystyle c}) toch te kunnen blijven gebruiken wordt de activiteit ({\displaystyle a}) van de ionen hieraan gerelateerd middels een evenredigheidsconstante: de activiteitscoëffictiënt {\displaystyle \gamma }, zodanig dat
{\displaystyle \displaystyle a=\gamma c}
De exacte waarde van deze coëfficiënt blijkt af te hangen van de concentratie en eigenschappen van de ionen in oplossing.

## Het model

Ionen verzamelen andere ionen van tegengestelde lading om zich heen, de ionenwolk.

Het model van Debye en Hückel voor de activiteit van ionen in oplossing is initieel zuiver elektrostatisch. Negatieve ionen trekken positieve aan, en andersom. Ionen zullen de neiging hebben om relatief gezien meer ionen van tegengestelde ladingen om zich heen te verzamelen. Hierdoor wordt het ion in zekere zin "afgeschermd" door de andere ionen, wat tot een lagere "beschikbaarheid" (en dus activiteit) leidt. Dit is een redelijk algemeen verschijnsel in de elektrochemie, de "laag" aan tegenionen wordt een elektrochemische dubbellaag genoemd.
Verder worden nog volgende benaderingen en aannames gehanteerd:
- Alle ionen worden voorgesteld als puntladingen, en hebben dus geen straal.
- Ionen zijn perfect sferisch en niet gepolariseerd.
- Er spelen alleen coulombische langeafstandskrachten, en geen vanderwaalskrachten
- Het opgeloste elektrolyt is volledig gedissocieerd.
- Het solvent (in de praktijk meestal water) wordt gezien als een constant diëlektricum, specifieke solvatatieffecten (solvatatiemantels) en de specifieke structuur van de solventmoleculen speelt geen rol.
- Er wordt één referentie-ion in de oplossing gekozen, dit is omringd door andere ionen. Deze ionen worden niet specifiek in rekening gebracht, ze worden beschouwd als een diffuse "wolk" met een zekere (tegengestelde) lading (de ionenwolk of tegenladingswolk). Om het totale effect te bereken wordt gewoon het resultaat van de referentie-ion vermenigvuldigd met het aantal ionen (of {\displaystyle N_{A}} voor één mol).

De beperkingen van dit model zijn evident: ionen hebben wél een zekere afmeting, grote ionen (zoals jodide, I−) zijn relatief sterk polariseerbaar en sommige ionen (zoals nitraat, NO3−) zijn zeker niet sferisch. Verder bestaat een solvent als water uit moleculen met een sterk dipoolmoment, zodat ook ion-dipoolinteracties plaatsvinden, doch worden deze ook (initieel) genegeerd. Verder lijkt het concept van de ionenwolk of dubbellaag een nogal vaag begrip. Het is echter een standaard procedure om een initieel model zo eenvoudig mogelijk te houden, en later het model indien nodig van enkele benaderingen te ontdoen. Het zal blijken dat deze aanpak toch succesvol is.

## Wiskundige ontwikkeling

### Chemisch potentiaalverschil te wijten aan niet-ideaal gedrag
Voor een ion is het energetisch gunstiger om omringd te zijn met tegengestelde ladingen, het energieverschil (ten opzichte van van "alleen" in oplossing te zijn) dat hiermee gepaard gaat kan volgens de elektrostatica worden uitgedrukt als
{\displaystyle \Delta E=\int _{0}^{z_{i}e_{0}}\psi \,dq}
wat de arbeid is die geleverd wordt door het ion "op te laden" in de potentiaal {\displaystyle \psi }, veroorzaakt door de omringende ionen. Hierbij is {\displaystyle z_{i}} de valentie van het ion en {\displaystyle e_{0}} de elementaire lading.
Dit energieverschil kan worden gerelateerd aan de activiteitscoëfficiënt, immers, voor een ideale oplossing geldt dat de chemische potentiaal {\displaystyle \mu _{i}} van opgeloste ionen van één soort gelijk is aan:
{\displaystyle \mu _{i}=\mu _{i}^{\circ }+RT\ln c_{i}}
In een niet-ideale oplossing wordt dit
{\displaystyle \mu _{i}=\mu _{i}^{\circ }+RT\ln a_{i}}
ofwel
{\displaystyle \mu _{i}=\mu _{i}^{\circ }+RT\ln c_{i}+RT\ln \gamma _{i}}
Het verschil tussen ideaal en niet-ideaal gedrag wordt dus gegeven door
{\displaystyle \displaystyle \Delta \mu _{i}=\mu _{i}{\textrm {(niet-ideaal)}}-\mu _{i}{\textrm {(ideaal)}}=RT\ln \gamma _{i}}
Binnen de benadering van het model is dit verschil in chemische potentiaal exact gelijk aan het energieverschil van een ion, ten gevolge van andere ionen, maar dan per mol. Dus
{\displaystyle \Delta \mu _{i}=N_{A}\int _{0}^{z_{i}e_{0}}\psi _{i}\,dq}
ofwel
{\displaystyle RT\ln \gamma _{i}=N_{A}\int _{0}^{z_{i}e_{0}}\psi _{i}\,dq}
met {\displaystyle N_{A}} het getal van Avogadro.
De rest van de theorie is erop gericht de potentiaal {\displaystyle \psi } ten gevolge van de ionenwolk te vinden.

### De poisson-boltzmannvergelijking
Uit de elektrostatica volgt dat de potentiaal voldoet aan een differentiaalvergelijking, de poissonvergelijking:
{\displaystyle \nabla ^{2}\psi (r)=-{\frac {\rho (r)}{\varepsilon }}}
met
- {\displaystyle \nabla ^{2}}: de laplaciaan
- {\displaystyle \displaystyle \rho (r)}: de sferische overmaat ladingsdichtheid rond het ion
- {\displaystyle \displaystyle \psi (r)}: de sferische potentiaal
- {\displaystyle \displaystyle \varepsilon }: de permittiviteit van het solvent
- {\displaystyle r}: de afstand tot het ion

In gevallen van sferische symmetrie kan de vergelijking voluit worden geschreven als
{\displaystyle {\frac {1}{r^{2}}}{\frac {d}{dr}}\left(r^{2}{\frac {d\psi (r)}{dr}}\right)=-{\frac {\rho (r)}{\varepsilon }}}
De ladingsdichtheid {\displaystyle \displaystyle \rho (r)} wordt bepaald door de aanwezige ionen in de oplossing:
{\displaystyle \displaystyle \rho (r)=\sum _{i}n_{i}(r)\,z_{i}\,e_{0}}
De lokale concentratie {\displaystyle \displaystyle n_{i}(r)} van een ion volgt de boltzmannverdeling
{\displaystyle \displaystyle n_{i}(r)=n_{i}\,e^{-{\frac {E}{kT}}}=n_{i}\,e^{-{\frac {z_{i}e_{0}\psi (r)}{kT}}}}
met
- {\displaystyle n_{i}}: de globale concentratie (in deeltjes per kubieke meter) van het soort ion.
- {\displaystyle E}: de potentiële energie
- {\displaystyle k}: de boltzmannconstante
- {\displaystyle T}: de absolute temperatuur
- {\displaystyle e_{0}}: de elementaire lading

Voor kleine potentialen kan de exponentiële functie worden gelineariseerd middels de reeksontwikkeling van {\displaystyle \displaystyle e^{x}}:
{\displaystyle e^{x}={\frac {1}{0!}}+{\frac {x}{1!}}+{\frac {x^{2}}{2!}}+\cdots }
dus
{\displaystyle \displaystyle \rho (r)=\sum _{i}n_{i}\,z_{i}\,e_{0}\,e^{-{\frac {z_{i}e_{0}\psi (r)}{kT}}}\approx \sum _{i}n_{i}\,z_{i}\,e_{0}-{\frac {1}{kT}}\sum _{i}n_{i}\,z_{i}^{2}\,e_{0}^{2}\,\psi (r)}
hierbij valt de eerste term weg omwille van de neutraliteit van de oplossing als geheel. Combinatie met de poissonvergelijking levert dan de gelineariseerde poisson-boltzmannvergelijking
{\displaystyle {\frac {1}{r^{2}}}{\frac {d}{dr}}\left(r^{2}{\frac {d\psi (r)}{dr}}\right)={\frac {1}{\varepsilon kT}}\sum _{i}n_{i}\,z_{i}^{2}\,e_{0}^{2}\,\psi (r)}
Voor de eenvoud van notatie wordt dit dan geschreven als
{\displaystyle {\frac {1}{r^{2}}}{\frac {d}{dr}}\left(r^{2}{\frac {d\psi (r)}{dr}}\right)=\kappa ^{2}\,\psi (r)}
met
{\displaystyle \kappa ^{2}={\frac {1}{\varepsilon kT}}\sum _{i}n_{i}\,z_{i}^{2}\,e_{0}^{2}}

### De totale potentiaal
De algemene oplossing van de gelineariseerde poisson-boltzmannvergelijking wordt gegeven door
{\displaystyle \psi (r)=C_{1}{\frac {e^{-\kappa r}}{r}}+C_{2}{\frac {e^{\kappa r}}{r}}}
met {\displaystyle C_{1}} en {\displaystyle C_{2}} onbepaalde parameters. Een eerste randvoorwaarde is dat op grote afstanden van het ion de potentiaal 0 is, waaruit volgt dat {\displaystyle C_{2}=0}. Als tweede randvoorwaarde wordt verondersteld dat op waarden voor r dicht bij 0 de potentiaal die van het ion alleen is, dat wordt verondersteld een puntlading te zijn, met een coulombische potentiaal. Bij deze afstanden is de exponentiële functie bij benadering 1, en volgt:
{\displaystyle {\frac {z_{i}\,e_{0}}{4\pi \varepsilon \,r}}=\psi (r)\approx {\frac {C_{1}}{r}}}
Waaruit volgt dat
{\displaystyle \psi (r)={\frac {z_{i}\,e_{0}}{4\pi \varepsilon }}{\frac {e^{-\kappa r}}{r}}}
Deze uitdrukking is de coulombische potentiaal te wijten aan een puntlading (het ion), op de factor {\displaystyle e^{-\kappa r}} na. Deze factor is altijd kleiner dan 1, en is een maat voor de afscherming van het ion, door de ionenwolk. Dit is een klassiek resultaat uit de theorie van elektrochemische dubbellagen (hetzelfde treedt op bij het verloop van de potentiaal veroorzaakt door een elektrode in een elektrolytoplossing).

### Totale lading van de ionenwolk
De totale lading van de ionenwolk kan worden gevonden middels de integraal (in bolcoördinaten bij sferische symmetrie)
{\displaystyle q=\int dq=\int _{0}^{\infty }\rho (r)4\pi r^{2}\,dr}
Uit de poisson-boltzmannvergelijking volgt dat
{\displaystyle -{\frac {\rho (r)}{\varepsilon }}=\kappa ^{2}\psi (r)}
en dus
{\displaystyle \rho (r)=-\kappa ^{2}{\frac {z_{i}\,e_{0}}{4\pi \varepsilon }}{\frac {e^{-\kappa r}}{r}}}
Invullen van deze uitdrukking voor {\displaystyle \displaystyle \rho (r)} in de integraal levert:
{\displaystyle \displaystyle q=-z_{i}e_{0}}
Met andere woorden, de lading van de ionenwolk is exact gelijk aan de lading van het referentie-ion, maar dan tegengesteld, zoals verwacht.

### Dikte van de dubbellaag
De plaats waar de lading van de wolk maximaal is vindt men voor
{\displaystyle {\frac {dq}{dr}}=0}
ofwel voor
{\displaystyle r=\kappa ^{-1}}
De waarde {\displaystyle \kappa ^{-1}} kan worden gezien als de dikte van de ionenwolk, ofwel kan het effect van de ionenwolk gezien worden als een tegengestelde lading geplaatst op een afstand {\displaystyle \kappa ^{-1}} van het ion. Het getal komt veelvuldig terug in andere theorieën van elektrochemische dubbellagen, en wordt dan soms aangeduid met het symbool {\displaystyle \lambda _{\text{D}}}, ofwel de debyelengte, de "dikte" van de dubbellaag.

### Potentiaal te wijten aan de ionenwolk
De potentiaal van de ionenwolk is
{\displaystyle \displaystyle \psi _{\mathrm {wolk} }=\psi _{\mathrm {totaal} }-\psi _{\mathrm {ion} }}
Ofwel
{\displaystyle \displaystyle \psi _{\mathrm {wolk} }={\frac {z_{i}\,e_{0}}{4\pi \varepsilon }}{\frac {e^{-\kappa r}}{r}}-{\frac {z_{i}\,e_{0}}{4\pi \varepsilon \,r}}\approx -{\frac {z_{i}\,e_{0}}{4\pi \varepsilon }}\kappa }

### De activiteitscoëfficiënt
Nu kan {\displaystyle \displaystyle \psi _{\mathrm {wolk} }} worden ingevoerd in de uitdrukking voor de activiteitscoëfficiënt:
{\displaystyle {\begin{array}{rcl}RT\ln \gamma _{i}&=&\displaystyle N_{A}\int _{0}^{z_{i}e_{0}}\psi _{\mathrm {wolk} }\,dq\\\\&=&\displaystyle -N_{A}\int _{0}^{z_{i}e_{0}}{\frac {q}{4\pi \varepsilon }}\kappa \,dq\\\\&=&\displaystyle -N_{A}{\frac {(z_{i}e_{0})^{2}}{8\pi \varepsilon }}\kappa \\\\\ln \gamma _{i}&=&\displaystyle -{\frac {N_{A}\,(z_{i}e_{0})^{2}}{8RT\pi \varepsilon }}\kappa \\\\\log \gamma _{i}&=&\displaystyle -{\frac {N_{A}\,(z_{i}e_{0})^{2}}{8\cdot 2{,}303RT\pi \varepsilon }}\kappa \end{array}}}
Uit de definitie van {\displaystyle \displaystyle n_{i}} volgt dat
{\displaystyle \displaystyle n_{i}=c_{i}\cdot 1000\cdot N_{A}}
met {\displaystyle \displaystyle c_{i}} de molariteit. Verder wordt de ionsterkte uitgedrukt als
{\displaystyle I={\frac {1}{2}}\sum _{i}z_{i}^{2}\,c_{i}}
Waardoor {\displaystyle \displaystyle \kappa } kan worden geschreven als:
{\displaystyle \kappa ={\sqrt {{\frac {1}{\varepsilon kT}}\sum _{i}n_{i}\,z_{i}^{2}\,e_{0}^{2}}}={\sqrt {{\frac {2000\cdot N_{A}\,e_{0}^{2}}{\varepsilon kT}}\cdot {\frac {1}{2}}\sum _{i}z_{i}^{2}\,c_{i}}}={\sqrt {\frac {2000\cdot N_{A}\,e_{0}^{2}}{\varepsilon kT}}}\cdot {\sqrt {I}}=B{\sqrt {I}}}
Met B een van de debye-hückelconstanten. Hieruit volgt dan
{\displaystyle \log \gamma _{i}=\displaystyle -{\frac {N_{A}\,(z_{i}e_{0})^{2}}{8\cdot 2{,}303RT\pi \varepsilon }}B{\sqrt {I}}}
Ofwel
{\displaystyle \log \gamma _{i}=\displaystyle -A\,z_{i}^{2}\,{\sqrt {I}}}
Deze uitdrukking wordt de limietwet van Debye-Hückel genoemd.

### De gemiddelde activiteitscoëfficiënt
De theoretisch bekomen uitdrukking moet uiteraard experimenteel kunnen geverifieerd worden. Echter zijn activiteitscoëfficiënten van individuele ionen niet experimenteel toegankelijk: ionen komen altijd voor in zouten, die bestaan uit ionen van verschillende types. De activiteitscoëfficiënt van het opgeloste zout in zijn geheel (of beter, de afwijking van de chemische potentiaal ten opzichte van het ideale geval) is wel experimenteel te vinden.
Voor een zout met {\displaystyle \displaystyle \nu _{+}} positieve ionen met valentie {\displaystyle \displaystyle z_{+}} en {\displaystyle \displaystyle \nu _{-}} negatieve ionen met valentie {\displaystyle \displaystyle z_{-}} is de gemiddelde chemische potentiaal {\displaystyle \mu _{\pm }} in oplossing gelijk aan
{\displaystyle \mu _{\pm }={\frac {\nu _{+}\mu _{+}+\nu _{-}\mu _{-}}{\nu _{+}+\nu _{-}}}={\frac {\nu _{+}\mu _{+}(\mathrm {ideaal} )+\nu _{-}\mu _{-}(\mathrm {ideaal} )}{\nu _{+}+\nu _{-}}}+RT\ln \left(\gamma _{+}^{\nu _{+}}\gamma _{-}^{\nu _{-}}\right)^{1/\nu _{+}\nu _{-}}}
ofwel
{\displaystyle \mu _{\pm }=\mu _{\pm }(\mathrm {ideaal} )+RT\ln \gamma _{\pm }}
met {\displaystyle \gamma _{\pm }} de gemiddelde activiteitscoëfficiënt.
Verder is (omdat omwille van neutraliteit {\displaystyle \nu _{+}\,z_{+}=\nu _{-}\,z_{-}})
{\displaystyle {\frac {A\,\nu _{+}\,z_{+}^{2}\,{\sqrt {I}}+A\,\nu _{-}\,z_{-}^{2}\,{\sqrt {I}}}{\nu _{+}+\nu _{-}}}=A{\frac {\nu _{+}\,z_{+}z_{-}+\nu _{-}\,z_{+}z_{-}}{\nu _{+}+\nu _{-}}}{\sqrt {I}}=A\,z_{+}z_{-}{\sqrt {I}}}
Waaruit volgt dat
{\displaystyle \log \gamma _{\pm }=-A\,z_{+}z_{-}{\sqrt {I}}}

## De debye-hückel-limietwet

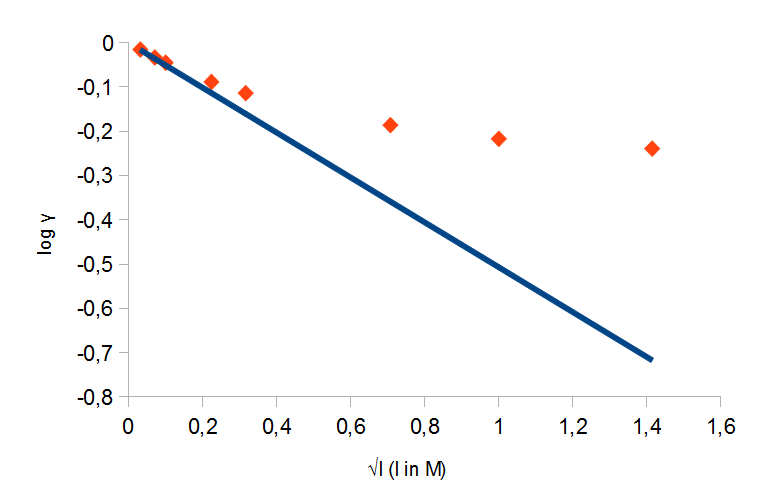
versus voor KCl. Blauwe lijn: berekende waarden, Rode stippen: experimentele waarden.

Vergelijking met het experiment toont aan dat de huidige relatie slechts correct is voor zeer lage ionsterkten (zie figuur rechts). Het gaat hier dus slechts om een limietgeval voor lage concentraties, waar {\displaystyle \log \gamma _{\pm }} versus {\displaystyle {\sqrt {I}}} lineair blijkt te zijn. Om deze reden staat de relatie
{\displaystyle \log \gamma _{i}=-A\,z_{i}^{2}{\sqrt {I}}}
bekend als de debye-hückel-limietwet.
Met:
{\displaystyle A={\frac {N_{A}\,(z_{i}e_{0})^{2}}{8\cdot 2{,}303RT\pi \varepsilon }}B}
en
{\displaystyle B={\sqrt {\frac {2000\cdot N_{A}\,e_{0}^{2}}{\varepsilon kT}}}}
Enkele waarden van {\displaystyle A} en {\displaystyle B} in water zijn weergegeven in volgende tabel:
| Temperatuur (°C)      | 0      | 10     | 20     | 25     | 30     | 50     | 100    |
| --------------------- | ------ | ------ | ------ | ------ | ------ | ------ | ------ |
| B (L1/2 mol−1/2 nm−1) | 3,248  | 3,264  | 3,282  | 3,291  | 3,301  | 3,346  | 3,488  |
| A (L1/2 mol−1/2)      | 0,4918 | 0,4989 | 0,5070 | 0,5115 | 0,5161 | 0,5373 | 0,6086 |

Om de theorie beter te laten overeenstemmen met het experiment zullen één of meerdere benaderingen van het model moeten worden vervangen door betere voorstellingen van de realiteit.

## Aanpassing: ionen zijn geen puntladingen, maar hebben een welbepaalde afmeting
Een belangrijke benadering in de limietwet was dat ionen als puntladingen kunnen beschouwd worden, deze is acceptabel bij lage ionsterkten, gezien de dubbellaag rond het ion relatief dik is, vergeleken met de grootte van het ion. Bij hogere ionsterkten is dit niet meer het geval, een aangepaste versie van het Debye-Hückelmodel geeft het ion een zekere grootte mee, met als "grens" een waarde {\displaystyle a}, dewelke min of meer als een straal gezien kan worden, maar in de praktijk een aanpasbare parameter is, die zo gekozen wordt dat de beste overeenstemming met de realiteit gevonden wordt (zie verder).

### Afleiding
Een groot deel van de wiskunde uit de limietwet kan integraal worden overgenomen, aangezien ionen hier niet expliciet als puntladingen gezien worden. Dit is wel het geval bij de tweede randvoorwaarde bij het oplossen van de poisson-boltzmannvergelijking: hier wordt zeer dicht bij het ion (zeer kleine straal) aangenomen dat de potentiaal deze van een puntlading is. De parameter {\displaystyle C_{1}} in volgende vergelijking moet dus op een andere manier gevonden worden:
{\displaystyle \psi (r)=C_{1}{\frac {e^{-\kappa r}}{r}}}
| Elektrolyt | {\displaystyle a} (nm) |
| ---------- | ---------------------- |
| HCl        | 0,45                   |
| HBr        | 0,52                   |
| LiCl       | 0,43                   |
| NaCl       | 0,40                   |
| NaBr       | 0,43                   |
| KCl        | 0,36                   |
| MgCl2      | 0,50                   |
| MgBr2      | 0,55                   |

Hierbij wordt gebruikgemaakt van het feit dat de lading van de totale ionenwolk gelijk is aan die van het ion, maar tegengesteld. Hierbij moet worden aangenomen dat de ionenwolk pas start bij een afstand {\displaystyle a} van het ion, dus:
{\displaystyle q_{\mathrm {wolk} }=-z_{i}e_{0}=\int _{a}^{\infty }\rho (r)4\pi r^{2}\,dr}
waarbij zoals eerder
{\displaystyle \rho (r)=-\kappa ^{2}{\frac {z_{i}\,e_{0}}{4\pi \varepsilon }}{\frac {e^{-\kappa r}}{r}}}
Uitwerken van de integraal en oplossen naar {\displaystyle C_{1}} levert dan
{\displaystyle C_{1}={\frac {z_{i}e_{0}}{4\pi \varepsilon }}{\frac {e^{\kappa a}}{1+\kappa a}}}
Invullen van {\displaystyle C_{1}} in de uitdrukking voor de potentiaal geeft
{\displaystyle \psi _{\mathrm {totaal} }={\frac {z_{i}e_{0}}{4\pi \varepsilon \,r}}{\frac {e^{\kappa (a-r)}}{1+\kappa a}}}
Nog altijd is
{\displaystyle \displaystyle \psi _{\mathrm {wolk} }=\psi _{\mathrm {totaal} }-\psi _{\mathrm {ion} }}
Met {\displaystyle \psi _{\mathrm {ion} }} de potentiaal te wijten aan een sferisch geladen deeltje, hetgeen in dit geval equivalent is aan een puntlading:
{\displaystyle \displaystyle \psi _{\mathrm {wolk} }={\frac {z_{i}e_{0}}{4\pi \varepsilon \,r}}\left[{\frac {e^{\kappa (a-r)}}{1+\kappa a}}-1\right]}
Van belang is de potentiaal die het ion ervaart, dus op {\displaystyle r=a}:
{\displaystyle \psi _{\mathrm {wolk} }=-{\frac {z_{i}e_{0}}{4\pi \varepsilon }}{\frac {\kappa }{1+\kappa a}}}
Dit is dezelfde uitdrukking als uit de limietwet, maar dan een factor {\displaystyle 1+\kappa a} kleiner. Het valt dan eenvoudig in te zien dat
{\displaystyle \log \gamma _{i}=-{\frac {A\,z_{i}^{2}\,{\sqrt {I}}}{1+Ba{\sqrt {I}}}}}
en
{\displaystyle \log \gamma _{\pm }=-{\frac {A\,z_{+}z_{-}\,{\sqrt {I}}}{1+Ba{\sqrt {I}}}}}
De effectieve straal {\displaystyle a} die bij de gemiddelde activiteitscoëfficiënt van een elektrolyt hoort kan worden gezien als een soort gemiddelde van de effectieve straal van de samenstellende ionen. Het dient te worden opgemerkt dat bij lage waarden voor de ionsterkte {\displaystyle Ba{\sqrt {I}}<<1} en kan worden verwaarloosd. Hierbij wordt dan de limietwet teruggevonden.

### Vergelijking met het experiment

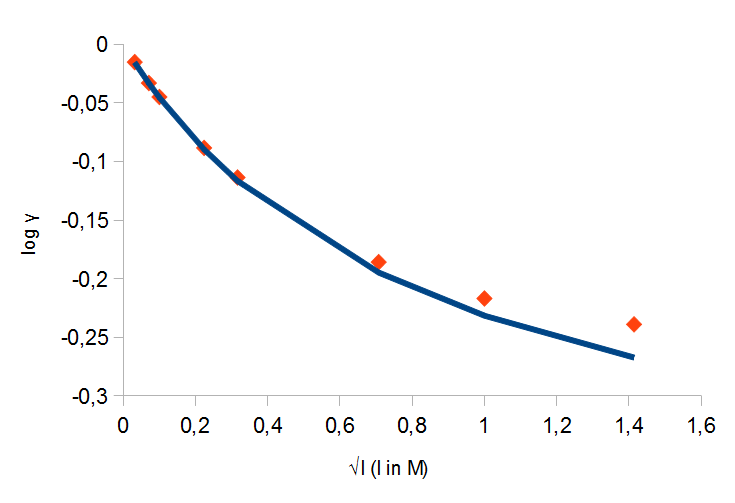
versus voor KCl. Blauwe lijn: berekende waarden, waarbij de ionafmeting een rol speelt. Rode stippen: experimentele waarden.

Bij vergelijking met het experiment blijkt de aanpassing dat ionen wel een zekere afmeting hebben te leiden tot een model dat in staat is de activiteitscoëfficiënt langer betrouwbaar te voorspellen (tot ionsterkten van ca. 0,1M). Het dient te worden opgemerkt dat de "effectieve straal" {\displaystyle a} niet echt een directe fysische betekenis blijkt te hebben: deze is niet gelijk aan de kristallografische straal van het ion, noch die van het gesolvateerd ion. In de praktijk wordt {\displaystyle a} zodanig gekozen dat de theorie de beste overeenkomst geeft met de werkelijkheid. Een groot probleem met deze aanpak is dat, om over een groot concentratiebereik geldig te zijn, {\displaystyle a} concentratie-afhankelijk blijkt te zijn, en dat voor hoge concentraties zelfs negatieve waarden voor {\displaystyle a} moeten worden genomen. Bij hoge concentraties verliest {\displaystyle a} zijn oorspronkelijke betekenis dus compleet, en is dan louter een empirische constante geworden. Dit alles staat in contrast met de limietwet, die uit louter theoretische overwegingen is opgebouwd, en geen experimentele gegevens nodig heeft. Hoe dan ook zijn waarden voor {\displaystyle a} van verschillende ionen beschikbaar in de literatuur, en zijn dus bruikbaar om activiteitscoëfficiënten van deze ionen in oplossing te berekenen.
Een ander punt van zorg is de dikte van de ionenwolk, {\displaystyle \kappa ^{-1}}, deze blijkt zelfs voor relatief lage ionsterkten kleiner te zijn dat de afstand tot het dichtstbijzijnde ion, wat zou impliceren dat de ionenwolk dichter bij het referentie-ion zit dan de ionen waaruit deze is opgebouwd, wat natuurlijk niet kan. In principe is het dus fundamenteel verkeerd om de debye-hückeltheorie te gebruiken bij hogere concentraties dan ca. 0,001M.

## Enkele verdere aanpassingen
Er zijn nog enkele minder courante aanpassingen aan het model, die hier ter volledigheid kort worden toegelicht:
- Solvatatie-effecten: Daar waar origineel het solvent gewoon als diëlektricum wordt beschouwd, worden bij een aangepast model enkele solvatatie-effecten in rekening gebracht. De activiteit van zuiver oplosmiddel (meestal water) wordt als 1 gedefinieerd, echter zal deze activiteit dalen, gezien een deel van het water in de solvatiemantels van de ionen zal plaatsnemen. Ook hier zal een zeker verschil aan chemische potentiaal worden waargenomen. Verder zal, omdat een deel van de watermoleculen in de solvatatiemantels van de ionen zit, de effectieve concentratie van de ionen ten opzichte van het water groter worden, en de activiteitscoëfficiënt dus ook. Om deze bijdrage te kwantificeren moeten zowel het aantal watermoleculen in de hydratatiemantel van elk ion, als de activiteit van het water in de oplossing gekend zijn. Beiden moeten uit het experiment gehaald worden, wat minder praktisch is. Deze aanpassing geeft wel goede overeenkomst met het experiment voor concentraties zo hoog als 5 M, in meer verdunde oplossingen blijkt de solvatatiebijdrage verwaarloosbaar ten opzichte van de ion-ioninteracties.
- Ion-associatie: Algemeen wordt verondersteld dat zouten in oplossing volledig dissociëren, en elk ion als een losse entiteit kan worden beschouwd. Het is echter mogelijk dat wanneer ionen van tegengestelde lading dicht genoeg bij elkaar komen hun onderlinge aantrekkingskrachten groot genoeg zijn om ze (tijdelijk) bij elkaar te houden. Het ionpaar dat dan gevormd wordt is neutraal van lading, en heeft dus ook geen ionenwolk om zich heen. Bjerrum[5] stelde voor om de fractie ionen die gemiddeld gezien in een ionpaar zit voor te stellen als {\displaystyle \theta }, waardoor de concentratie niet-geassocieerde ionen {\displaystyle (1-\theta )c} wordt. Deze concentratie wordt dan ingevuld in de formules uit de debye-hückeltheorie. Bij hogere concentraties zal {\displaystyle \theta } groter worden, evenals bij lage permittiviteiten van het solvent en kleine effectieve straal van de ionen.

## Molaire geleidbaarheid

Een elektrochemische dubbellaag remt een migrerend (positief) ion af

Tot dusver werden systemen behandeld waarbij geen extern elektrisch veld aanwezig was. Wanneer een potentiaalverschil over een elektrolytoplossing wordt aangelegd zullen de aanwezige ionen beginnen stromen volgens de richting van het potentiaalverschil. De molaire geleidbaarheid van een elektrolytoplossing wordt gedefinieerd als de elektrische geleidbaarheid ervan, gedeeld door de molaire concentratie van de elektrolyt. Als men zou aannemen dat ionen compleet onafhankelijk van elkaar zouden kunnen bewegen zou de molaire geleidbaarheid onafhankelijk zijn van de concentratie. Experimenteel vond Friedrich Kohlrausch echter dat de molaire geleidbaarheid wel een concentratieafhankelijkheid heeft volgens
{\displaystyle \Lambda _{m}=\Lambda _{m}^{0}-A{\sqrt {c}}}
met:
- {\displaystyle \displaystyle \Lambda _{m}}: de molaire geleidbaarheid
- {\displaystyle \displaystyle \Lambda _{m}^{0}}: de molaire geleidbaarheid bij oneindige verdunning, waarbij ionen wel onafhankelijk van elkaar kunnen bewegen
- {\displaystyle A}: een positieve, empirische constante

Deze afwijking is te wijten aan ion-ioninteracties, ionen zijn omringd door een dubbellaag aan tegenionen. De ionen in de dubbellaag zullen het ion dat ze omringen afremmen, daar deze omwille van hun tegengestelde lading de andere kant op zullen stromen, waardoor de dubbellaag vervormd wordt. Dit effect wordt sterker bij hogere concentraties omdat de dubbellaag dan dichter bij het ion zit. Hiermee rekening houdend, samen met elektroforetische effecten en viscositeit van het solvent, wist Lars Onsager de debye-hückeltheorie uit te breiden en leidde hij een uitdrukking af die van dezelfde vorm is als de empirische vergelijking van Kohlrausch. Deze uitdrukking staat bekend als de debye-hückel-onsagervergelijking en is van de vorm:
{\displaystyle \Lambda _{m}=\Lambda _{m}^{0}-(a+b\Lambda _{m}^{0}){\sqrt {c}}}
Met {\displaystyle a} en {\displaystyle b} constanten die alleen afhangen van eigenschappen van het solvent, de lading van de ionen en de temperatuur. Het dient te worden opgemerkt dat deze vergelijking slechts bij relatief lage concentraties standhoudt, om vergelijkbare redenen als de debye-hückeltheorie.